# Kade (Saksen-Anhalt)
Kade is een plaats en voormalige gemeente in de Duitse deelstaat Saksen-Anhalt, en maakt deel uit van de Landkreis Jerichower Land.
Kade telt 735 inwoners.